# Michail Kornienko
Michail Borisovič Kornienko (in russo Михаил Борисович Корниенко?; Syzran', 15 aprile 1960) è un cosmonauta e ingegnere russo.

## Biografia
Kornienko si è diplomato ad una scuola secondaria a Čeljabinsk, in Russia, nel 1977 e nei tre anni successivi ha fatto parte di una truppa di paracadutisti.
Nel 1980 ha completato il servizio militare ed ha iniziato a lavorare nelle forze dell'ordine di Mosca fino 1986, anno in cui è stato assunto in un'agenzia di design di ingegneria meccanica come test ingegnere. Nel 1987 si è laureato in ingegneria meccanica all'Istituto di Aviazione di Mosca.
Nel 1995 ha iniziato a lavorare per RKK Ėnergija come ingegnere di seconda categoria, in cui era responsabile della documentazione tecnica, software e addestramento EVA degli equipaggi.
È sposato con Irina Kornienko (Savostina), hanno una figlia di nome Natalia. È figlio di Boris Kornienko, un pilota militare rimasto ucciso in un incidente aereo e di Faina Kornienko, ora in pensione. Gli piace correre, fare nuotate invernali e l'atletica.

## Carriera di cosmonauta
A febbraio del 1998, Kornienko è stato selezionato come candidato cosmonauta da RKK Ėnergija, e il 1º dicembre 1999, dopo i due anni di addestramento base al Centro di addestramento cosmonauti Jurij Gagarin, è diventato ufficialmente un cosmonauta.
Dall'agosto del 2001 a febbraio del 2003 è stato assegnato all'equipaggio di riserva dell'Expedition 8 come ingegnere di volo e come comandante della Soyuz TM (per un lancio sullo Shuttle). A causa dell'incidente del Columbia però l'equipaggio è stato riassegnato. Da 2003 al 2006 ha partecipato ad un addestramento avanzato della Stazione spaziale internazionale (ISS). Dal 2006 si è addestrato con ingegnere di volo dell'equipaggio di riserva dell'Expedition 15.
Nell'agosto 2008 è stato assegnato come ingegnere di volo dell'Expedition 23/24.
Il 2 aprile 2010 è partito per la sua prima missione spaziale a bordo della Sojuz TMA-18 con i colleghi Skvortsov e Caldwell in direzione ISS per l'Expedition 23/24. Durante l'Expedition 24 ha eseguito un'attività extraveicolare con il collega russo Fëdor Jurčichin della durata di 6 ore e 42 minuti. È tornato sulla Terra il 25 settembre 2010 dopo 176 giorni di missione.

## Missione di un anno
Il 26 novembre 2012 è stato scelto come il cosmonauta che, insieme all'astronauta NASA Scott Kelly, avrebbe trascorso un anno nello spazio durante le Expedition 43/44/45/46, per studiare più approfonditamente i cambiamenti del corpo umano durante una prolungata permanenza nello spazio.
Il 27 marzo 2015 è stato lanciato dal Cosmodromo di Baikonur con i colleghi Gennadi Padalka e Scott Kelly a bordo della Sojuz TMA-16M verso la Stazione dove c'erano ad aspettarli i restanti tre colleghi dell'Expedition 43.